# HyperNormalisation
HyperNormalisation ist ein Dokumentarfilm des britischen Filmemachers Adam Curtis aus dem Jahr 2016, der von der BBC produziert wurde.
Die Dokumentation zeigt wie Regierungen, Finanziers und technologische Utopisten seit den 1970er Jahren die komplexe „reale Welt“ in eine für sie nützlichere und einfachere „Fake-Welt“ verändert haben. Der Film wurde am 16. Oktober 2016 auf dem BBC iPlayer veröffentlicht und ist 166 Minuten lang. Er hatte ein Budget von 35.000 €.
Der Begriff Hypernormalisierung wurde von dem Anthropologen Alexei Yurchak geprägt. Er führte das Wort in seinem Buch Everything Was Forever, Until It Was No More: The Last Soviet Generation (2006) ein, das Paradoxien des sowjetischen Lebens in den 1970er und 1980er Jahren beschreibt. Laut Yurchak habe jeder in der Sowjetunion gewusst, dass das System versagt, aber niemand könne sich eine Alternative zum Status quo vorstellen und Politiker und Bürger hätten sich damit abgefunden, den Schein einer funktionierenden Gesellschaft aufrechtzuerhalten. Im Laufe der Zeit sei dieser Wahn zu einer Selbsterfüllenden Prophezeiung und die Täuschung wurde von allen als real akzeptiert worden, ein Effekt, den Yurchak als Hypernormalisierung bezeichnete.

## Inhalt
Der Film ist in neun Kapitel unterteilt und besteht hauptsächlich aus Montagen von Archivaufnahmen mit Begleitkommentar.

### 1975
Die Finanzkrise in New York City lässt die Idee aufkommen, dass Finanzsysteme die Gesellschaft steuern könnten. Der damalige US-Außenminister Henry Kissinger versucht im Nahen Osten, die arabischen Länder zu spalten und erreicht den Rückzug von Hafiz al-Assad aus Syrien. Das Sowjetsystem bricht zusammen, leugnet aber diese Realität.

### Die menschliche Bombe
Nach der Beteiligung der Vereinigten Staaten am Libanonkrieg von 1982 ging ein rachsüchtiger al-Assad ein Bündnis mit Ruhollah Khomeini aus dem Iran ein. Sie planten, die USA aus dem Nahen Osten zu vertreiben, indem sie Zivilisten dazu ermutigten, Selbstmordattentate auf amerikanische Ziele in der Region zu verüben. Dies führte zu dem Bombenanschlag auf die US-Botschaft in Beirut am 18. April 1983, dann zu den Anschlägen auf den US-Stützpunkt in Beirut am 23. Oktober 1983 gegen die United States Marine Corps. Im Februar 1984 zogen die Vereinigten Staaten ihre Truppen aus dem Libanon ab, weil, wie der damalige US-Außenminister George P. Shultz sagte, „wir durch die Komplexität, mit der wir konfrontiert waren, gelähmt wurden“.

### Geränderte Zustände
Mitte der 1980er-Jahre verbanden sich Banken und Konzerne über Computernetzwerke, um ein verborgenes Machtsystem zu schaffen, Wirtschaft und Bürger zu kontrollieren. William Gibson nennt dieses Phänomen Cyberspace. Befürworter der technologischen Utopie, die aus der Gegenkultur der 1960er Jahre hervorgegangen sind, sahen im Internet eine Chance, eine alternative Welt zu schaffen, die frei wäre von politischen und rechtlichen Beschränkungen. Sie glaubten, dass diese Entwicklung der Computer es ermöglichen wird, eine alternative Realität zu schaffen, in der sie sich in den Schutz der Politik von Ronald Reagan flüchten können.

### Acid Flashback
LSD-Konsumenten, allen voran John Perry Barlow, waren der Meinung, dass diese Droge menschliche Wahrnehmung erweitert und neue Realitäten sichtbar macht und sie von einer von Politikern aufgezwungenen reduktionistischen Weltanschauung befreit. In ähnlicher Weise glauben einige, dass die Entwicklung der Informationstechnologie es ermöglichen wird, eine echte alternative Realität zu schaffen, die von korrupten Hierarchien befreit ist. 1996 schrieb John Perry Barlow, Begründer der Electronic Frontier Foundation, ein Manifest mit dem Titel „A Declaration of the Independence of Cyberspace“. Diese Cyberspace-Unabhängigkeitserklärung war an die Politiker adressiert und erklärte, „dass der globale soziale Raum, den wir aufbauen, von Natur aus unabhängig von der Tyrannei ist, die Sie uns auferlegen wollen“. Zwei Computerhacker – Phiber Optik und Acid Phreak – wussten, dass in Wirklichkeit Unternehmen das Internet nutzten, um mehr Kontrolle über das Leben der Menschen auszuüben, als Regierungen es in der Vergangenheit getan hatten. Sie demonstrierten, dass solche Online-Hierarchien existierten und stellten zum Beweis Barlows Bankauskunft ins Internet, die sie sich online von TRW Inc. beschafft hatten.

### Der Oberst
Dieses Kapitel beschreibt, wie die im Libanon besiegte Reagan-Regierung das Bild einer moralischen Welt festigen möchte, die in Amerika das Gute verteidigt, während sie es das Böse bekämpft. Sie benutzt Muammar al-Gaddafi als Schachfigur in ihrer PR-Strategie, um eine vereinfachte, moralisch eindeutige Außenpolitik zu schaffen. Deshalb macht sie ihn für die Anschläge auf die Flughäfen Rom und Wien 1985 und den Bombenanschlag auf eine Berliner Diskothek 1986, verantwortlich, die beide von europäischen Sicherheitsdiensten syrischen Geheimdiensten zugeschrieben werden. Gaddafi wird als Mitspieler beschrieben, was er sich gefallen ließ, um in der arabischen Welt als Revolutionär an Profil zu gewinnen. Die Bombardierung Libyens durch die Vereinigten Staaten 1986, 10 Tage nach dem Bombenanschlag auf die Disco, wird als eine Operation bezeichnet, die hauptsächlich aus PR-Gründen durchgeführt wurde, weil ein Angriff auf Syrien zu riskant gewesen wäre.

### Die Wahrheit ist da draußen
Dieses Kapitel beginnt mit einer Montage von Sichtungen unbekannter Flugobjekte, die von Bewohnern in den Vereinigten Staaten aufgezeichnet wurden. Es wird argumentiert, dass die Phänome um UFOs in den 1990er Jahren aus einer Spionageabwehroperation hervorgegangen sind, die die Öffentlichkeit glauben machen sollte, dass geheime hochtechnologische Waffensysteme aus der Luft, die vom US-Militär während und nach dem Kalten Krieg getestet wurden, außerirdische Besuche waren. Streng geheime Memos, die vom United States Air Force Office of Special Investigations gefälscht wurden, hatte man angeblich an Ufologen weitergegeben, damit diese ihre Verschwörungstheorie einer Regierungsvertuschung an die breite Öffentlichkeit verbreiteten. Die als Wahrnehmungsmanagement bezeichnete Methode zielte darauf ab, die Menschen von der Komplexität der realen Welt abzulenken.
Curtis führt den Zusammenbruch der Sowjetunion Ende der 1980er Jahre als Beispiel für ein Ereignis an, das den Westen überraschte, weil die Wahrnehmung der Realität immer mehr an Bedeutung gewann. Ein Trainingsvideo von Jane Fonda wird gezeigt, um zu veranschaulichen, dass Sozialisten den Versuch aufgegeben hatten, die reale Welt zu verändern, und sich stattdessen auf sich selbst konzentrierten und andere ermutigten, dasselbe zu tun. Das Video zeigt eingeblendet Texte, in denen es heißt: „Der Versuch, die Welt zu verändern, war zu kompliziert. Aber es gab immer noch eine Sache, die du kontrollieren konntest: Deinen Körper.“ Zur bildlichen Veranschaulichung des Untergangs des Sozialismus hat das Video eingearbeitet Abschnitte mit Filmmaterial von Nicolae Ceaușescu, als Vertreter einer stalinistischen Diktatur und seiner Frau Elena, die nach der rumänischen Revolution 1989 von einem Erschießungskommando hingerichtet und begraben wurden. Mit dem eingeblendeten Text: „Das alte System ist tot, ein neues wird geboren“ endet das Kapitel.

### Verwaltete Ergebnisse
Der Zusammenbruch der Sowjetunion hat im Westen den Glauben obsolet gemacht, dass Politik die Welt verändern kann. Von nun an geht es darum, eine postpolitische Welt zu managen, in der die Rolle der Politiker nichts anderes mehr ist, als Risiken, wie zum Beispiel Naturkatastrophen vorherzusagen, um die Gesellschaft in einem stabilen Zustand zu halten, wie Ulrich Beck in seiner Schrift Risikogesellschaft (1986) ausführt. Dasselbe Risikomanagement führte zur Schaffung von Aladdin, einem System zur Verwaltung von Finanzanlagen, das etwa 7 % des weltweiten Finanzvermögens verwaltet und die Vergangenheit analysiert, um vorauszusehen, was in der Zukunft passieren könnte. Auch Programme wie ELIZA könnten ihren Benutzern eine Hilfe sein, die emotional und psychisch beruhigen, aber auch abhängig machen.

### Eine warnende Geschichte
Zu Beginn dieses Kapitels werden die Mängel bei dem Versuch erörtert, die Zukunft anhand von Daten aus der Vergangenheit vorherzusagen. Curtis erzählt die Geschichte, wie ein Kartenzähler von Donald Trump angeworben wurde, um die Spielgewohnheiten von Akio Kashiwagi, an den Trump Millionen von Dollar in seinem Casino verloren hatte, zu analysieren. Um den drohenden Bankrott des Casinos „Trump Taj Mahal“ abzuwenden, wurde unter Mithilfe des Mathematikers Jess Marcum ein Modell entwickelt, das einen Weg zur Wiedererlangung des Geldes von Kashiwagi vorhersagte. Tatsächlich verlor Kashiwagi innerhalb von 6 Tagen 10 Millionen Dollar an das Casino, die er nur zum Teil zurückzahlen konnte. Bevor er seine Restschuld begleichen konnte, wurde er von Yakuza-Gangstern getötet und das Casino ging bankrott, wobei Trump viele seiner Vermögenswerte an die Banken verkaufen musste.
Nach dieser Geschichte richtet sich die Aufmerksamkeit wieder auf den Nahen Osten und den Lockerbie-Bombenanschlag 1988. Curtis sagt, dass Journalisten und Ermittler unmittelbar nach dem Bombenanschlag Syrien beschuldigten, den Angriff im Namen des Iran als Rache für den Abschuss des Iran-Air-Flug 655 durch die United States Navy durchgeführt zu haben. Es wurde allgemein als wahr akzeptiert, bis US-Sicherheitsbehörden bekannt gaben, dass Libyen hinter dem Angriff stecke. Einige Journalisten und Politiker glaubten, der Westen habe eine Kehrtwende vollzogen, um den syrischen Führer zu besänftigen, den die USA und das Vereinigte Königreich als Verbündeten im kommenden Golfkrieg benötigten.
Die Dokumentation konzentriert sich auf die Ausbreitung von Selbstmordattentaten vom schiitischen und sunnitischen Islam und die Angriffe der Hamas auf Zivilisten in Israel in den 1990er Jahren. Die daraus resultierende politische Lähmung führte zu einem Stillstand des israelisch-palästinensischen Friedensprozesses. Es wird als unbeabsichtigte Folge von Israels Reaktion auf die Ermordung eines israelischen Grenzschutzbeamten im Jahr 1992 beschrieben.
Anhand einer Montage von Ausschnitten aus Katastrophenfilmen die vor dem 11. September entstanden, wird gezeigt, wie Wahrzeichen von New York City auf unterschiedliche Weise von außerirdischen Eindringlingen, Meteoriten und einem Tsunami zerstört werden. Curtis argumentiert, dass solche Filme charakteristisch für eine Stimmung der Unsicherheit waren, die Ende des 20. Jahrhunderts in den Vereinigten Staaten herrschte.
Curtis zeigt, wie Muammar Gaddafi zum „neuen besten Freund“ des Westens gemacht wurde.

### Eine Welt ohne Macht
Die Auswirkungen des Irak-Krieges fordern ihren Tribut und zeigen die Auswirkungen an der amerikanischen Psyche, denn die Menschen ziehen sich in den Cyberspace zurück. Der Informatiker Judea Pearl erstellt ein Bayessches Netz, das menschliches Verhalten nachahmt und ihnen den Zugang zur künstlichen Intelligenz erleichtert. Immer mehr nutzen das Internet nicht nur passiv, sondern laden selber Programme und Filme hoch. So ist ausgerechnet Judeas Sohn, der Journalist Daniel Pearl, der in Pakistan von der IS entführt wurde, der erste Amerikaner, dessen Enthauptung in einem auf YouTube hochgeladenen Video veröffentlicht wurde. Nichts ist mehr wirklich privat alles wird per webcam festgehalten und ins Netz gestellt vom harmlosen Privatfoto bis hin zur Pornografie. Social-Media-Algorithmen zeigen, was den Benutzern im Netz gefällt, was sie konsumieren und sie tun nichts, um ihre Überzeugungen in Frage zu stellen. Es gibt aber auch Protestbewegungen wie Occupy Wall Street, die das Internet nutzen und versuchen, das Finanzsystem zu stören und unter anderem mit der Aktion We are the 99 percent, die weltweit gegen die Verteilung der Vermögen zu protestieren. Diese Proteste entwickeln sich via facebook, sind nicht zu stoppen, bleiben aber nicht immer friedlich und münden auch in Revolutionen, die aber weder bei „Occupy Wall Street“ noch beim Arabischen Frühling für die Revolutionäre gut ausgehen, weil die Herrschenden sich an ihre Macht klammern. So kehren Großbritannien, Frankreich und die USA Muammar Gaddafi den Rücken, als sich die Libyer gegen ihn erheben. Die USA werfen Bomben mit Drohnen ab, und Aufnahmen zeigen, wie Gaddafi von Rebellen gefangen genommen wird.
In Russland sorgen Wladimir Putin und sein Kabinett aus politischen Technologen für Massenverwirrung. Vladislav Surkov nutzt die Möglichkeit der Kunst, um seinen Protest gegen die russische Politik und die von ihr verbreitete „Fake-Welt“ auszudrücken. Donald Trump verwendete die gleichen Techniken in seiner Präsidentschaftskampagne, indem er Sprache von Occupy Wall Street verwendete. Curtis behauptet, dass Trump den Journalismus „besiegt“ habe, indem er seine Fähigkeiten zur Überprüfung von Fakten irrelevant gemacht habe. Der Versuch der amerikanischen Linken, sich Trump im Internet zu widersetzen, blieb wirkungslos. Tatsächlich fütterten sie nur die Social-Media-Unternehmen, die ihre vielen zusätzlichen Klicks schätzten.
Syriens Revolution wird bösartiger und gewalttätiger. Die Technik der Selbstmordattentate, die Hafez al-Assad laut Curtis eingeführt hat, um den Nahen Osten zu vereinen, hat ihn stattdessen auseinandergerissen. Russland nutzt Surkows Konzept der „nichtlinearen Kriegsführung“, um gegen die syrischen Rebellen zu kämpfen. Russland behauptet, sich aus Syrien zurückzuziehen, tut es aber nicht. Eine Sequenz zeigt, wie ein russisches Orchester ein Konzert in den Ruinen einer syrischen Stadt gibt. In Syrien schlägt Mustafa Setmariam Nasar vor, dass Terroristen anstatt groß angelegte Angriffe wie die von Osama bin Laden, lieber „zufällige“ kleine Angriffe im ganzen Westen durchführen sollten, um Angst und Chaos zu erzeugen. Damit wäre es schwieriger gegen sie vorzugehen. Die Destabilisierung der Psyche des Westens führt zur Abstimmung für den Brexit und zur Popularität von Donald Trump.
Die Schlusssequenzen zeigen ein Schiff, voll „beladen“ mit Flüchtlingen, das gerade kentert und Archivaufnahmen vieler Staatsmänner. Die Bilder sind mit der Musik von Barbara Mandrell – Standing Room Only unterlegt, wobei die Zeile I can't stand no more, no more (Ich kann es nicht mehr ertragen, nicht mehr) besonders deutlich gespielt wird.

## Rezeption
kino-zeit.de fasste zusammen: „Es ist eine zunehmend fremde und seltsame Welt, in der wir leben: Täuschung, Betrug und Korruption scheinen allgegenwärtig zu sein — und doch glauben wir, das sei alles ganz normal, weil wir nichts anderes kennen. In seinem dokumentarischen Essay ‚HyperNormalisation‘ erzählt Adam Curtis die Geschichte, wie es so weit kommen konnte.“
Laut Die Welt ist Adam Curtis mit der Polit-Dokumentation HyperNormalisation ein wichtiger Film zur Erklärung der komplexen Gegenwart gelungen.
Kritisch bemerkte Dirk Peitz beim gq-magazin.de: „Ein toll komponierter Film, der leider ein Symptom genau dessen ist, was er anprangern will.“ „Ein Film, der mit dem Satz „We live in a strange time“ beginnt, kann eigentlich gar nicht schlecht sein. Man fühlt sich gleich verstanden und gut aufgehoben in seiner eigenen Weltwahrnehmung.“ „Adam Curtis zieht keine direkten Linien, er sucht nach Korrelationen und Kausalitäten und fragt nach den Bedingungen dafür, wie unsere Wahrnehmung der Welt sich verändert haben könnte.“ Fazit: „Getäuscht und gelogen wurde schon immer.“
Der Film wurde 2017 bei den Diversity in Media Awards zum „Film des Jahres“ nominiert.